# Gelvécourt-et-Adompt
Gelvécourt-et-Adompt ([ʒɛlveˈkuʁˌe aˈdɔ̃] ) ist eine französische Gemeinde mit 107 Einwohnern (Stand: 1. Januar 2022) im Département Vosges in der Region Grand Est (bis 2015 Lothringen). Sie gehört zum Arrondissement Neufchâteau (bis 2024 Épinal) und ist Mitglied im Gemeindeverband Communauté de communes de Mirecourt Dompaire.

## Geografie
Die kleine Gemeinde Gelvécourt-et-Adompt besteht aus den beiden 500 Meter voneinander getrennten Weilern Adompt und Gelvécourt (gegründet zwischen 1790 und 1794) und liegt etwa auf halbem Weg zwischen Épinal und Vittel im Süden der historischen Region Lothringen. Die Kleinstadt Mirecourt ist 13 Kilometer von Gelvécourt-et-Adompt entfernt.
Zwischen den beiden namengebenden Ortsteilen fließt der etwa 13 Kilometer lange Illon, ein schmaler Nebenfluss des Madon. Das im Ortsbereich 400 Meter breite Illontal wendet sich von Süden kommend nach Nordwesten zur nahen Mündung in den Madon und wird von sanft ansteigenden Hängen flankiert, die östlich und südwestlich des Illon auf bis zu 380 Metern hoch gelegene Plateaus überleiten. Der größte Teil des knapp vier km² großen Gemeindeareals besteht aus landwirtschaftlichen Nutzflächen. Lediglich im Norden und Süden hat die Gemeinde Anteile an Waldgebieten, die zusammen etwa 50 ha umfassen. Nachbargemeinden von Gelvécourt-et-Adompt sind Dompaire im Nordosten, Les Ableuvenettes im Südosten, Légéville-et-Bonfays im Südwesten sowie Begnécourt im Nordwesten.

## Wappen
Blasonierung: Unter einem goldenen Schildhaupt mit einem durchgehenden roten gemeinen Kreuz in Blau mit zwei goldenen zugewendeten goldenen Tauben, die eine goldene Spitze mit einem roten zugewandten (en face gestellten) Eberkopf mit silbernen Augen und Hauern teilt.

## Geschichte
1305 tauchte in einer Urkunde erstmals der Bann von Adompt auf, zu dem neben Adompt auch Gelvécourt und Bégnécourt gehörten. Adompt war Teil der Vogtei in Darney. Die Pfarrkirche in Adompt stammt aus dem 12. Jahrhundert. Sie ist auch heute noch für die umliegenden Gemeinden Les Ableuvenettes, Begnécourt und Légéville-et-Bonfays zuständig, die über keine eigenen Kirchen verfügen. Gelvécourt gehörte von 1703 bis zur Französischen Revolution zur Markgrafschaft von Ville-sur-Illon.

### Bevölkerungsentwicklung
| Jahr      | 1962 | 1968 | 1975 | 1982 | 1990 | 1999 | 2006 | 2014 | 2021 |
| Einwohner | 99   | 105  | 86   | 77   | 84   | 88   | 87   | 106  | 107  |

Im Jahr 1846 wurde mit 267 Bewohnern die bisher höchste Einwohnerzahl ermittelt. Die Zahlen basieren auf den Daten von cassini.ehess und INSEE.

## Sehenswürdigkeiten

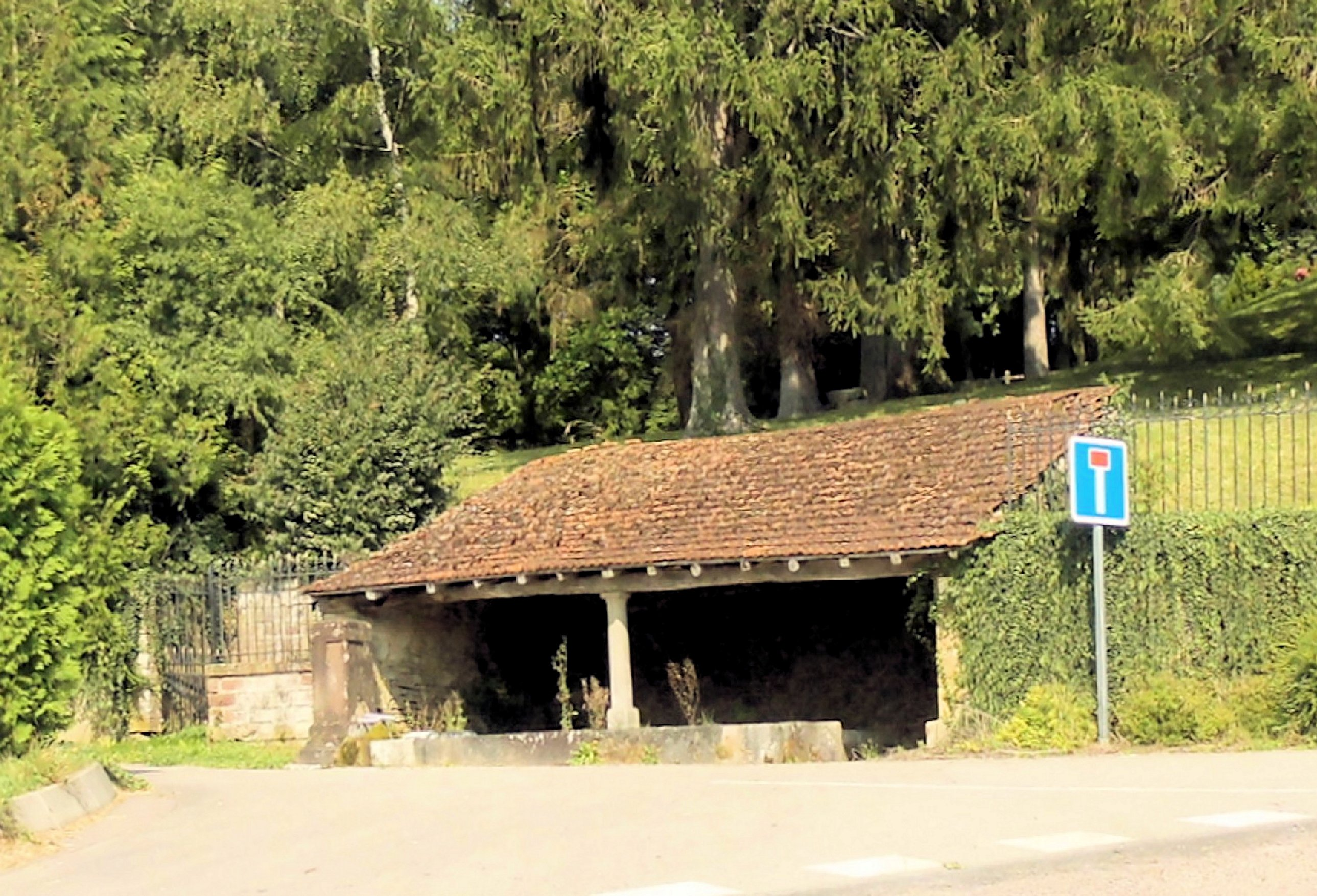
Lavoir in Gelvécourt

- Kirche Saint-Martin-d’Adompt, Monument historique mit einem Kirchenschiff aus dem 12. Jahrhundert und einer Orgel von Henri Didier aus dem Jahr 1893

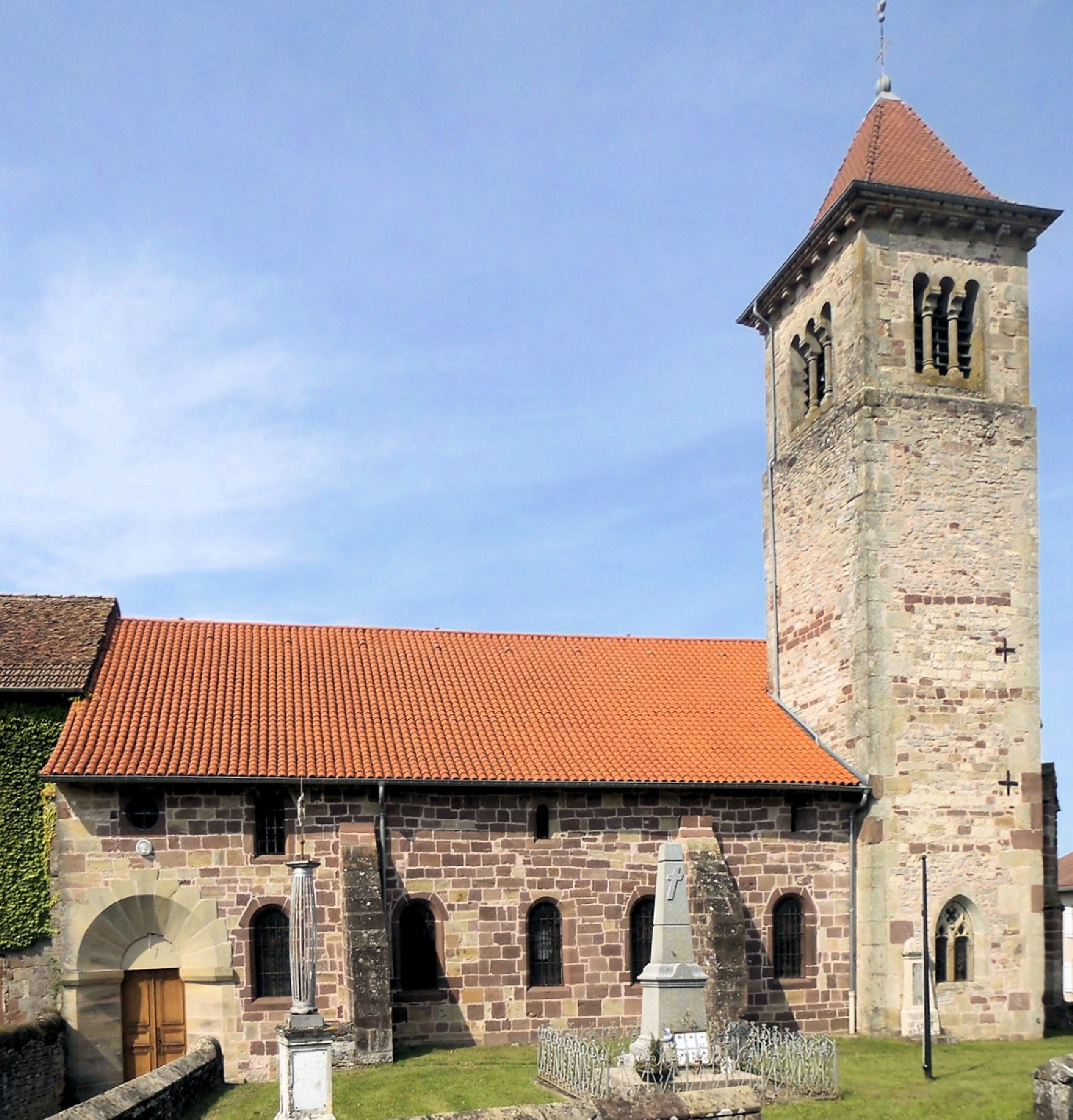
Kirche St. Martin im Ortsteil Adompt

## Wirtschaft und Infrastruktur
In der Gemeinde sind fünf Landwirtschaftsbetriebe ansässig (Getreideanbau, Milchwirtschaft, Rinderzucht). Gelvécourt-et-Adompt ist eines der wenigen, ursprünglich wirkenden Bauerndörfer im Département Vosges.
Durch die Gemeinde führt die Fernstraße D 4 von Mirecourt nach Bains-les-Bains. Unmittelbar nördlich von Gelvécourt-et-Adompt verläuft die teilweise zweistreifig ausgebaute Schnellstraße von Épinal nach Vittel/Contrexéville.

## Persönlichkeiten
- Jean Antoine Maudru (1748–1820), römisch-katholischer Geistlicher und konstitutioneller Bischof im Département Vosges

## Belege
1. ↑  Ortsname auf cassini.ehess.fr
2. ↑  Wappenbeschreibung auf genealogie-lorraine.fr (französisch)
3. ↑   vosges-archives.com, PDF-Datei, französisch (Memento des Originals vom 31. Dezember 2016 im Internet Archive)  Info: Der Archivlink wurde automatisch eingesetzt und noch nicht geprüft. Bitte prüfe Original- und Archivlink gemäß Anleitung und entferne dann diesen Hinweis.
4. ↑  Gelvécourt-et-Adompt auf cassini.ehess
5. ↑  Gelvécourt-et-Adompt auf INSEE
6. ↑  Landwirtschaftsbetriebe auf annuaire-mairie.fr (französisch)